# Olapa nigricosta
Olapa nigricosta är en fjärilsart som beskrevs av George Francis Hampson 1905. Olapa nigricosta ingår i släktet Olapa och familjen tofsspinnare. Inga underarter finns listade i Catalogue of Life.